# Vergiß Es (Forget It)
«Vergiß Es (Forget It)» es un sencillo de Matthias Reim de su álbum recopilatorio de 2004 Déjà Vu, con la cantante invitada, Bonnie Tyler. La canción es bilingüe, con letras en alemán e inglés. El sencillo fue un gran éxito en Ucrania y un éxito menor en Alemania.

## Letra, promoción e interpretaciones
Reim y Tyler grabaron dos versiones de la canción; una en alemán e inglés, y la otra completamente en inglés.
Reim y Tyler fueron entrevistados en 2004 junto con el lanzamiento del sencillo. Tyler declaró que había actuado en festivales junto a Reim y pensó que debido a una base similar fanes en alemán, el sencillo sería un éxito y una buena idea grabar. También interpretaron el sencillo en varios programas de televisión alemana.
El 4 y 5 de junio de 2010, Tyler apoyó a Reim en conciertos en Eberswalde y Kamenz, Alemania e interpretaron «Vergiß Es (Forget It)» en vivo.

## Sencillo en CD
El sencillo en CD fue lanzado en Alemania, también está disponible para su descarga digital.
| N.º | Título                                      | Duración |  |
| 1.  | «Vergiss Es (Forget It) (Versión de radio)» | 3:14     |  |
| 2.  | «Vergiss Es (Forget It)»                    | 3:36     |  |
| 3.  | «Forget It»                                 | 3:37     |  |
| 4.  | «Hallo, ich möcht gern wissen...»           | 3:34     |  |

## Posicionamiento en las listas
| País (2004)                 | Mejor posición |
| --------------------------- | -------------- |
| Alemania (Media Control AG) | 64             |

## Personal
- Productor – Matthias Reim
- Coproductor – André Franke
- Mezcla – Berne Staub (de Avalon Studio, Zürich) (canción 1, 2 y 3). Gary Jones (Ibiza Music Factory) (canción 4)
- Estudios de grabación– Stuart Emerson Music, Kobalt Music, Warner Chappell (canción 1, 2 y 3). Polygram Songs (canción 4)